# 繡蝴蝶魚
繡蝴蝶魚，為輻鰭魚綱鱸形目蝴蝶魚科的其中一種。

## 分布
本魚僅分布在日本南部及琉球群島的海域。

## 深度
水深0至7公尺。

## 命名
其拉丁学名的种加词daedalma来自古希腊语δαίδαλμα，意思是“精巧的制品”、“精美的刺绣”等，用以形容绣蝴蝶鱼身上鳞片的花纹。在日语中，绣蝴蝶鱼被叫做，来自布料的友禅染，同样也是形容其身上漂亮的花纹。

## 特徵

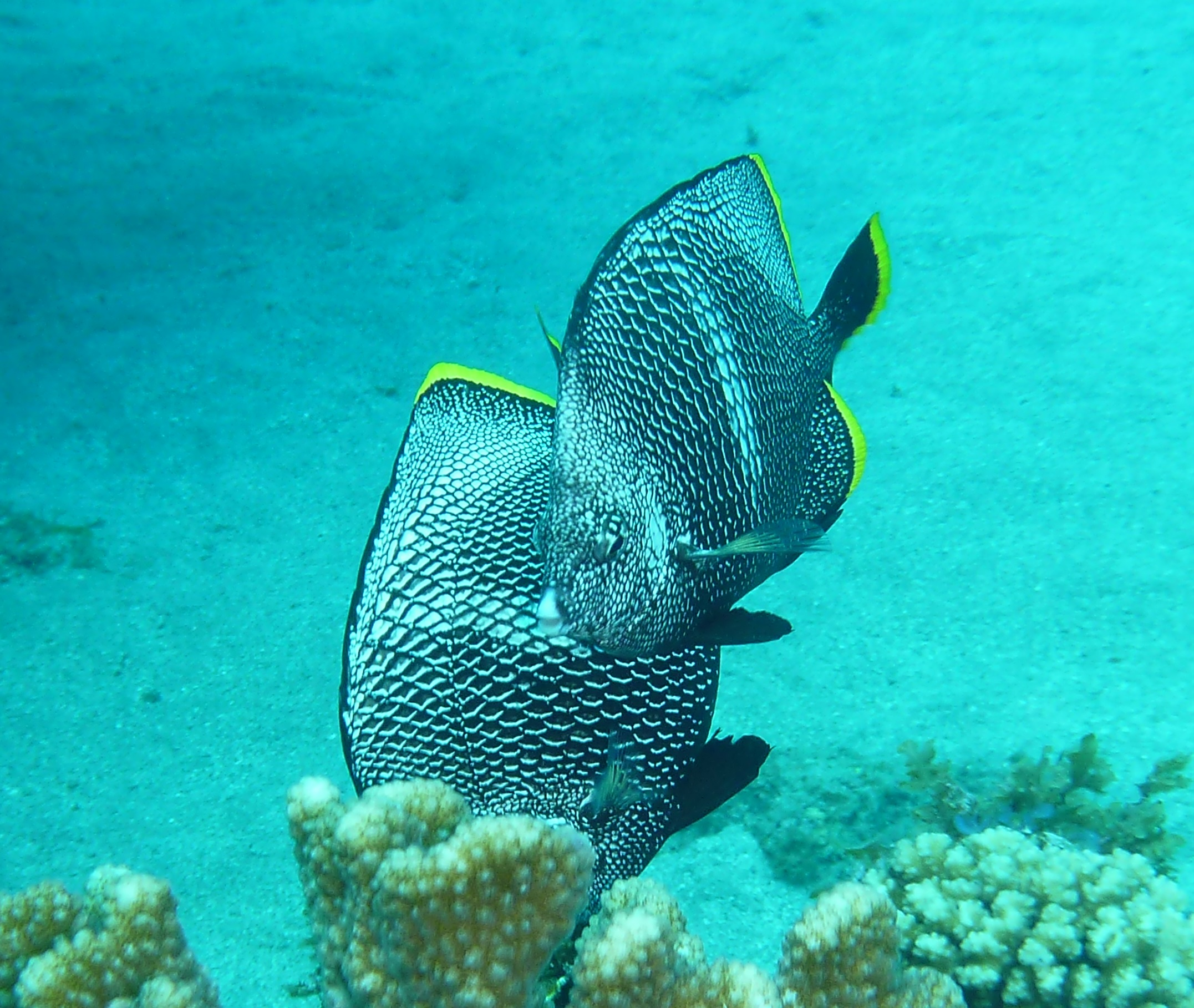
小笠原群岛的绣蝴蝶鱼

本魚體呈卵圓形，吻短。體色以黑色為底，每一鱗片具有白色邊緣，固看起來具有許多小白點。各鰭為黑色，背鰭、臀鰭及尾鰭具有黃色邊緣。體長可達15公分。

## 生態
本魚棲息於清澈寬廣的水域，常成小群出現，肉食性。

## 經濟利用
可當作觀賞魚。